# James Ward (artysta)

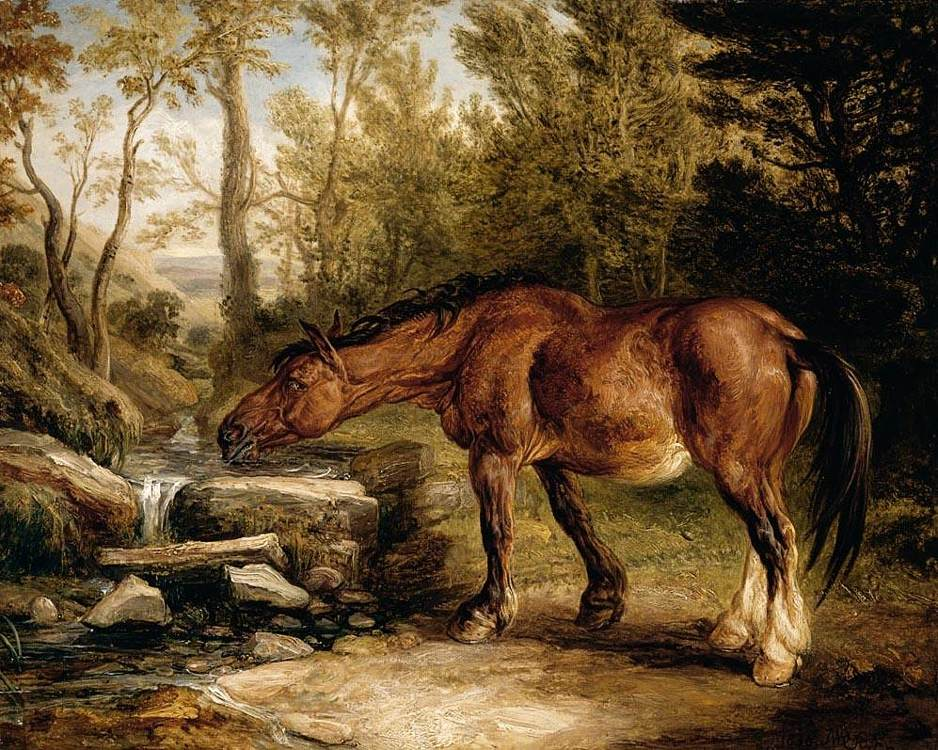
A Horse Drinking at a Stream, 1838

James Ward (ur. 23 października 1769 w Londynie, zm. 17 listopada 1859 w Cheshunt) – brytyjski malarz, grawer i ilustrator, reprezentant romantyzmu.

## Życiorys
Początkowo pracował jako grawer, do pracy przygotował go starszy brat William. W 1794 pracował jako nadworny rytownik księcia Walii. W 1800 przyjął wielkie zamówienie na 200 obrazów przedstawiających bydło domowe dla Towarzystwa Rolniczego. W 1811 został członkiem Royal Academy. W tym czasie dominującym tematem jego prac były konie. W latach 1815–1821 całkowicie poświęcił się gigantycznej pracy Alegoria Waterloo, która nie zdobyła uznania. Po śmierci pierwszej żony i córki, pracował u bogatych ziemian malując ich dzieci oraz konie. W 1830 ze swoją drugą żoną przeniósł się do Cheshunt (Hertfordshire) i zajął się malarstwem religijnym. Zmarł zapomniany i w ubóstwie w 1859.
Ward malował głównie zwierzęta, jednak w różnych okresach swojego życia tworzył też portrety, sceny batalistyczne, religijne i mitologiczne. Uważany jest za jednego z największych malarzy zwierząt pierwszej połowy XIX w. Na jego prace wpływ mieli twórcy tacy jak rustykalny malarz George Morland, pejzażysta i malarz zwierząt George Stubbs, a także Peter Paul Rubens.